# Niszczyciele rakietowe typu Tourville
Niszczyciele rakietowe typu Tourville (F67) – seria trzech francuskich niszczycieli rakietowych (we Francji klasyfikowanych jako fregaty) należących do Francuskiej Marynarki Wojennej. Okręty były wyspecjalizowane w zwalczaniu okrętów podwodnych.
Okręty zostały wycofane z czynnej służby – pierwszy „Duguay-Trouin” w 1999 roku, „Tourville” w czerwcu 2011 a ostatni „De Grasse” w maju 2013.

## Okręty
- „Tourville” (D610)
- „Duguay-Trouin” (D611)
- „De Grasse” (D612)